# Jerry Finn
Jerry Finn (31 de março de 1969 — Los Angeles, 21 de agosto de 2008) foi um produtor musical estadunidense. Em julho de 2008, Finn sofreu uma hemorragia cerebral. Após ficar um tempo inconsciente por causa do ocorrido, o produtor teve que ficar ligado em aparelhos, em estado vegetativo, a partir do dia 9 de agosto. Após verificar que não haveria possibilidade de se recuperar, a família de Jerry autorizou a equipe médica do hospital onde estava a desligar os equipamentos, pois não queria vê-lo vivendo de tal forma.

## História de produção

### 1994
| Banda     | Álbum  | Detalhes |
| --------- | ------ | -------- |
| Green Day | Dookie | Mixou    |

### 1995
| Banda      | Álbum                      | Detalhes         |
| ---------- | -------------------------- | ---------------- |
| The Muffs  | Blonder and Blonder        | Engenhou e mixou |
| Pennywise  | About Time                 |                  |
| Rancid     | ...And Out Come the Wolves |                  |
| Jawbreaker | Dear You                   | Mixou            |
| Green Day  | Insomniac                  | Mixou            |

### 1996
| Banda      | Álbum                | Detalhes |
| ---------- | -------------------- | -------- |
| Fastball   | Make Your Mama Proud |          |
| Daredevils | "Hate You" (single)  |          |

### 1997
| Banda         | Álbum               | Detalhes |
| ------------- | ------------------- | -------- |
| Smoking Popes | Destination Failure |          |
| Coward        | Self-Titled         |          |

### 1998
| Banda          | Álbum                    | Detalhes |
| -------------- | ------------------------ | -------- |
| Superdrag      | Head Trip in Every Key   |          |
| Rancid         | Life Won't Wait          | Mixou    |
| The Vandals    | Hitler Bad, Vandals Good | Mixou    |
| The Living End | The Living End           | Mixou    |

### 1999
| Banda     | Álbum              | Detalhes |
| --------- | ------------------ | -------- |
| Blink-182 | Enema of the State |          |
| Madness   | Universal Madness  | Mixou    |
| Fenix*TX  | Fenix*TX           |          |

### 2000
| Banda       | Álbum                                                    | Detalhes |
| ----------- | -------------------------------------------------------- | -------- |
| Blink-182   | The Mark, Tom, and Travis Show (The Enema Strikes Back!) |          |
| MxPx        | The Ever Passing Moment                                  |          |
| Marvelous 3 | ReadySexGo!                                              |          |

### 2001
| Banda         | Álbum                          | Detalhes    |
| ------------- | ------------------------------ | ----------- |
| Fenix*TX      | Lechuza                        |             |
| Sum 41        | All Killer No Filler           |             |
| Alkaline Trio | From Here to Infirmary         | Mixou       |
| Blink-182     | Take Off Your Pants and Jacket |             |
| Green Day     | International Superhits        | Co-produziu |

### 2002
| Banda         | Álbum                 | Detalhes |
| ------------- | --------------------- | -------- |
| Bad Religion  | The Process of Belief | Mixou    |
| Box Car Racer | Box Car Racer         |          |
| MxPx          | Ten Years and Running |          |
| Sparta        | Wiretap Scars         |          |

### 2003
| Banda         | Álbum                         | Detalhes            |
| ------------- | ----------------------------- | ------------------- |
| Vendetta Red  | Between the Never and the Now |                     |
| AFI           | Sing the Sorrow               | Co-produziu e mixou |
| Alkaline Trio | Good Mourning                 | Co-produziu e mixou |
| Blink-182     | Blink-182                     |                     |

### 2004
| Banda              | Álbum                 | Detalhes |
| ------------------ | --------------------- | -------- |
| Morrissey (cantor) | You Are the Quarry    |          |
| Marjorie Fair      | Self Help Serenade    |          |
| The Vandals        | Hollywood Potato Chip | Mixou    |

### 2005
| Banda         | Álbum         | Detalhes |
| ------------- | ------------- | -------- |
| Eisley        | Room Noises   | Mixou    |
| The Offspring | Greatest Hits |          |
| Alkaline Trio | Crimson       |          |
| Blink-182     | Greatest Hits |          |

### 2006
| Banda | Álbum                         | Detalhes            |
| ----- | ----------------------------- | ------------------- |
| AFI   | Decemberunderground           |                     |
| +44   | When Your Heart Stops Beating | Co-produziu e mixou |

### 2007
| Banda      | Álbum                     | Detalhes |
| ---------- | ------------------------- | -------- |
| Tiger Army | Music from Regions Beyond |          |

### 2008
| Banda              | Álbum         | Detalhes |
| ------------------ | ------------- | -------- |
| Morrissey (cantor) | Greatest Hits |          |

### 2009
| Banda              | Álbum            | Detalhes |
| ------------------ | ---------------- | -------- |
| Morrissey (cantor) | Years of Refusal |          |